# تینست
تینست (به لاتین: Tynset) یک شهرداری در نروژ است که در هدمارک واقع شده‌است.

## خصوصیات
تینست ۱٬۸۷۹ کیلومترمربع مساحت و ۵٬۴۶۳ نفر جمعیت دارد.
تینست، تا تاریخ اول ژانویه سال ۲۰۲۰ میلادی، بخشی از استان سابق هدمارک محسوب می‌شد. در حال حاضر بعد از ادغام اوپلاند و هدمارک؛ و تشکیل استان اینلاندت، تینست نیز بخشی از این استان جدید(اینلاندت)است. محل فعلی این شهر مطابق با شهر سابق «Kvikne»، زادگاه بیورنستیرنه بیورنسون است.